# Virsliga 1994
La Virsliga 1994 fue la cuarta temporada del torneo de fútbol a nivel de clubes más importante de Letonia desde la independencia de la Unión Soviética y contó con la participación de 12 equipos.
El Skonto FC fue el campeón por cuarto año consecutivo.

## Clasificación General
| Pos. | Equipo         | Pts. | PJ | G  | E  | P  | GF | GC | Dif. | Clasificación o descenso               |
| ---- | -------------- | ---- | -- | -- | -- | -- | -- | -- | ---- | -------------------------------------- |
| 1    | Skonto (C)     | 62   | 22 | 20 | 2  | 0  | 76 | 9  | +67  | Preliminar de la UEFA Cup              |
| 2    | RAF Jelgava    | 46   | 22 | 13 | 7  | 2  | 38 | 11 | +27  | Preliminar de la UEFA Cup              |
| 3    | DAG Rīga       | 40   | 22 | 11 | 7  | 4  | 34 | 16 | +18  | Clasificatoria de la Cup Winners' Cup  |
| 4    | Olimpija Rīga  | 38   | 22 | 10 | 8  | 4  | 32 | 19 | +13  |                                        |
| 5    | Vairogs        | 33   | 22 | 9  | 6  | 7  | 28 | 27 | +1   |                                        |
| 6    | Pārdaugava (D) | 28   | 22 | 6  | 10 | 6  | 24 | 24 | 0    | Disuelto al terminar la temporada      |
| 7    | Vidus          | 29   | 22 | 8  | 5  | 9  | 21 | 34 | −13  |                                        |
| 8    | Interskonto    | 22   | 22 | 5  | 7  | 10 | 17 | 27 | −10  |                                        |
| 9    | Auseklis       | 22   | 22 | 5  | 7  | 10 | 26 | 29 | −3   |                                        |
| 10   | Gemma (D)      | 18   | 22 | 4  | 6  | 12 | 18 | 45 | −27  | Disuelto al terminar la temporada      |
| 11   | Liepāja (D)    | 11   | 22 | 2  | 5  | 15 | 16 | 46 | −30  | Desciende a la Primera Liga de Letonia |
| 12   | Ķīmiķis (D)    | 9    | 22 | 1  | 6  | 15 | 10 | 53 | −43  | Desciende a la Primera Liga de Letonia |

 Fuente: rsssf.com

## Resultados
| Local \ Visitante | AUS | DAG | GEM | INT | ĶĪM  | LIE | OLI | PĀR | RAF | SKO | VAI | VID |
| ----------------- | --- | --- | --- | --- | ---- | --- | --- | --- | --- | --- | --- | --- |
| Auseklis          |     | 0–1 | 1–0 | 1–1 | 4–0  | 2–0 | 0–2 | 0–0 | 1–3 | 1–5 | 0–0 | 1–1 |
| DAG Rīga          | 0–0 |     | 2–0 | 3–0 | 4–0  | 5–0 | 2–0 | 0–0 | 0–0 | 1–3 | 1–0 | 1–3 |
| Gemma             | 0–4 | 1–1 |     | 1–2 | 2–1  | 3–0 | 1–3 | 0–0 | 0–4 | 0–4 | 1–1 | 0–2 |
| Interskonto       | 3–2 | 0–1 | 2–4 |     | 2–0  | 2–0 | 0–3 | 0–0 | 0–0 | 0–3 | 4–0 | 0–1 |
| Ķīmiķis           | 1–3 | 1–3 | 0–0 | 0–0 |      | 1–1 | 0–2 | 0–3 | 0–3 | 0–2 | 1–0 | 1–1 |
| Liepāja           | 2–1 | 0–1 | 2–0 | 1–1 | 1–1  |     | 0–0 | 2–2 | 0–2 | 0–5 | 1–3 | 1–2 |
| Olimpija Rīga     | 4–2 | 0–0 | 1–1 | 1–0 | 1–1  | 3–2 |     | 0–1 | 1–1 | 1–1 | 2–1 | 1–0 |
| Pārdaugava        | 1–1 | 4–2 | 1–2 | 0–0 | 4–1  | 2–1 | 1–1 |     | 1–2 | 0–3 | 0–2 | 0–2 |
| RAF Jelgava       | 1–0 | 0–0 | 1–0 | 1–0 | 3–0  | 5–1 | 0–0 | 1–1 |     | 0–1 | 3–1 | 3–0 |
| Skonto            | 1–0 | 3–2 | 8–0 | 3–0 | 10–0 | 1–0 | 2–1 | 3–0 | 2–2 |     | 4–0 | 2–0 |
| Vairogs           | 1–1 | 1–1 | 3–0 | 2–0 | 3–1  | 2–0 | 3–2 | 1–1 | 2–1 | 0–2 |     | 1–0 |
| Vidus             | 2–1 | 0–3 | 2–2 | 0–0 | 1–0  | 2–1 | 0–3 | 0–2 | 0–2 | 1–8 | 1–1 |     |

## Goleadores
| # | Nombre                | Club          | Goles |
| - | --------------------- | ------------- | ----- |
| 1 | Vladimirs Babičevs    | Skonto FC     | 14    |
| 2 | Modris Zujevs         | RAF Jelgava   | 13    |
| 3 | Andrejs Štolcers      | Olimpija Rīga | 11    |
| 4 | Aleksandrs Jelisejevs | Skonto FC     | 10    |
| 4 | Igors Sļesarčuks      | Skonto FC     | 10    |

## Premios
| Mejor | Nombre             | Club      |
| ----- | ------------------ | --------- |
| ARQ   | Raimonds Laizāns   | Skonto FC |
| DEF   | Jurijs Ševļakovs   | Skonto FC |
| MED   | Vitālijs Astafjevs | Skonto FC |
| DEL   | Vladimirs Babičevs | Skonto FC |